# Simon Bolivar (film)
Simon Bolivar è un film del 1969, diretto da Alessandro Blasetti, al suo ultimo film realizzato per il cinema.

## Trama
Agli inizi del XIX secolo, in Venezuela, si combatte una durissima battaglia per ottenere l'indipendenza dalla Spagna. A capo della rivoluzione vi è Simon Bolivar.

## Produzione
Si tratta dell'ultima pellicola cinematografica di Alessandro Blasetti. Il film è una co-produzione internazionale.

## Distribuzione
Nonostante l'elevato budget a disposizione, risultò un flop ai botteghini.
Uscì nelle sale italiane il 12 settembre del 1969.

## Accoglienza
Critica e pubblico lo considerano uno dei lavori meno interessanti del regista italiano. A tal riguardo, Morando Morandini recensisce Simon Bolivar come un «prodotto senza vita né interesse». Dello stesso avviso è anche la rivista cinematografica FilmTv («noioso filmone»).

## Riconoscimenti
- 1969 - Festival cinematografico internazionale di Mosca
  - Premio Speciale della Giuria